# Balkanita
La balkanita es un mineral de la clase de los minerales sulfuros. Fue descubierta en 1973 en los montes Balcanes cerca de Vratsa (Bulgaria), siendo nombrada así por esta localización. Un sinónimo es su clave: IMA1971-009.

## Características químicas
Es un sulfuro anhidro de plata, cobre y mercurio.

## Formación y yacimientos
Se forma en yacimientos de cobre de alto grado en depósitos de plomo, cinc y cobre estratificados.
Suele encontrarse asociado a otros minerales como: bornita, calcosita, calcopirita, djurleíta, digenita, tennantita, stromeyerita, mckinstryíta, wittichenita, bismuto, rammelsbergita, plata mercúrica, cinabrio, pirita, calcita, barita o aragonito.